# Semigrupp
En semigrupp (även halvgrupp) är, inom matematiken, en mängd med en associativ binär operator på mängden. En semigrupp är således en associativ magma.
En semigrupp med ett neutralt element kallas monoid. Varje semigrupp S kan fås att bli en monoid genom att lägga till ett element e som inte ligger i S och definiera ee = e och es = s = se för alla s ∈ S.
Några exempel på semigrupper:
- De positiva heltalen med addition.
- Varje monoid, och därför varje grupp.
- Varje ideal till en ring, med operationen multiplikation.
- Varje delmängd till en semigrupp, som är sluten under semigruppens operator.
- Mängden av alla ändliga strängar över något fixt alfabet Σ, med strängihopsättning som operator. Om den tomma strängen inkluderas, så är detta i själva verket en monoid, kallad "den fria monoiden över Σ"; om den exkluderas har vi en semigrupp kallad  "den fria semigruppen över Σ".

Två semigrupper S och T kallas isomorfa om det finns en bijektion f : S → T med egenskapen att, för alla element a, b i S, f(ab) = f(a)f(b), där juxtaposition anger den binära operationen i S respektive T.